# Holding statement
Holding statement (HS, wzorcowe oświadczenie) – narzędzie wykorzystywane w public relations, a w szczególności w sytuacjach kryzysowych. Jest to napisany przed zaistnieniem zdarzenia kryzysowego szkic oświadczenia lub komunikatu, który zawiera najważniejsze informacje i stanowisko organizacji w związku z potencjalnym zdarzeniem obciążającym wizerunek.
Przygotowanie HS wynika między innymi z tego, iż część sytuacji kryzysowych można przewidzieć. Wzorcowe oświadczenie tworzą takie elementy jak: zbiór informacji które dotyczą problemu, z jakim musi się mierzyć dany podmiot, a także stanowisko organizacji, które uwzględnia zarówno sam problem, jak i jego przyczyny oraz skutki. Dokument ten stanowi ważną część instrukcji kryzysowej (manualu kryzysowego). Przygotowywany jest najczęściej przez sztab kryzysowy lub osoby odpowiedzialne za komunikowanie w kryzysie, np. rzecznika prasowego czy menedżera odpowiadającego za komunikację organizacji z otoczeniem.